# Ali Bagheri
Ali Bagheri Kani (en persan : علی باقری کنی), né en octobre 1967 à Téhéran, est un diplomate iranien. Ancien adjoint au ministre des Affaires étrangères d’Iran, chargé des négociations sur le nucléaire iranien et ancien secrétaire adjoint du Conseil suprême de sécurité nationale de 2007 à 2013, il devient le 19 mai 2024 ministre des Affaires étrangères par intérim à la suite de la mort d'Hossein Amir Abdollahian dans un accident d'hélicoptère.

## Biographie
Ali Bagheri est le fils de Mohammad-Bagher Bagheri (en) et le neveu de Mohammad Reza Mahdavi-Kani, deux anciens membres de l'Assemblée des experts.
Diplomate depuis 1990, entre 2007 et 2013, il est secrétaire adjoint du Conseil suprême de sécurité nationale, puis conseiller auprès du conseil.
Lors de la campagne présidentielle de 2013, il est directeur de campagne de Saïd Jalili, l’ancien secrétaire du Conseil suprême de sécurité nationale.
En septembre 2021 il est nommé adjoint au ministre des affaires étrangères d’Iran, chargé des négociations sur le nucléaire iranien, en remplacement de Abbas Araghtchi.
Après l'accident d'hélicoptère qui coûte la vie au président iranien Ebrahim Raïssi et au ministre iranien des affaires étrangères Hossein Amir Abdollahian, il est nommé le 20 mai 2024 ministre des Affaires étrangères par intérim.